# Angels & Demons (soundtrack)
Angels & Demons is de originele soundtrack van de gelijknamige film uit 2009. Het album werd gecomponeerd door Hans Zimmer en uitgebracht op 12 mei 2009 door Columbia Records en Sony Music.
De filmmuziek is het vervolg op de soundtrack The Da Vinci Code, waarin het thema "Chevaliers de Sangreal" ook is verwerkt bij de nummers "God Particle" en "503". Bij het nummer "Election By Adoration" componeerde Zimmer het oude thema in een nieuwe variatie. De viool solist  op het album werd gespeeld door Joshua Bell. Het orkest werd gedirigeerd door Nick Glennie-Smith. De opnames vonden plaats in de studio Sony Pictures Studios, Clinton Recording Studio en Remote Control Productions. Het nummer "160 BPM" wordt vaak vermeld als beste track op het album.

## Musici
- Nico Abondolo - Contrabas
- Ryeland Allison - Percussie
- Joshua Bell - Viool solist
- Brian Dembow - Altviool
- Michael O'Donovan - Fagot
- Steve Erdody - Cello
- Julie Gigante - Viool
- Heitor Pereira - Gitaar
- Satnam Ramgotra - Percussie
- Martin Tillman - Cello solist
- Hans Zimmer - Synthesizer

## Nummers
| Nr. | Titel                 | Duur  |
| --- | --------------------- | ----- |
| 1   | 160 BPM               | 6:42  |
| 2   | God Particle          | 5:20  |
| 3   | Air                   | 9:08  |
| 4   | Fire                  | 6:51  |
| 5   | Blake Smoke           | 5:45  |
| 6   | Science And Religion  | 12:27 |
| 7   | Immolation            | 3:39  |
| 8   | Election By Adoration | 2:12  |
| 9   | 503                   | 2:14  |

Alleen als muziekdownload.
| 10 | Bonus Track: H20 | 1:51 |

## Hitnoteringen

### VlaamseUltratop 100Albums
| Hitnotering: 13-06-2009 | Hitnotering: 13-06-2009 | Hitnotering: 13-06-2009 |
| Week:                   | 1                       |                         |
| ----------------------- | ----------------------- | ----------------------- |
| Positie:                | 95                      | uit                     |

### NPO Klassiek Filmmuziek Top 200
| Angels & Demons in de NPO Klassiek Filmmuziek Top 200 | Angels & Demons in de NPO Klassiek Filmmuziek Top 200 | Angels & Demons in de NPO Klassiek Filmmuziek Top 200 |
| Jaar                                                  | 2024                                                  | 2025                                                  |
| ----------------------------------------------------- | ----------------------------------------------------- | ----------------------------------------------------- |
| Positie                                               | 130                                                   | 142                                                   |